# Cozonac
Cozonacul este o prăjitură tradițională românească și bulgărească (bulgară kozunak), fiind în mod tradițional gătită de Paște sau de Crăciun. O prăjitură asemănătoare este Panettone, care este gătită de Crăciun în Italia în regiunea Lombardia. Diferența cea mai vizibilă fiind forma lui dreptunghiulara și înaltă.
Un alt echivalent al cozonacului este și Colomba Pasquale, o prăjitură specifică Sfintelor Sărbători de Paști în Italia. Consistența seamănă mult cu cea a panettone-lui dar este diferit de acesta prin formă și prin glazura crocantă de migdale.

## Preparare

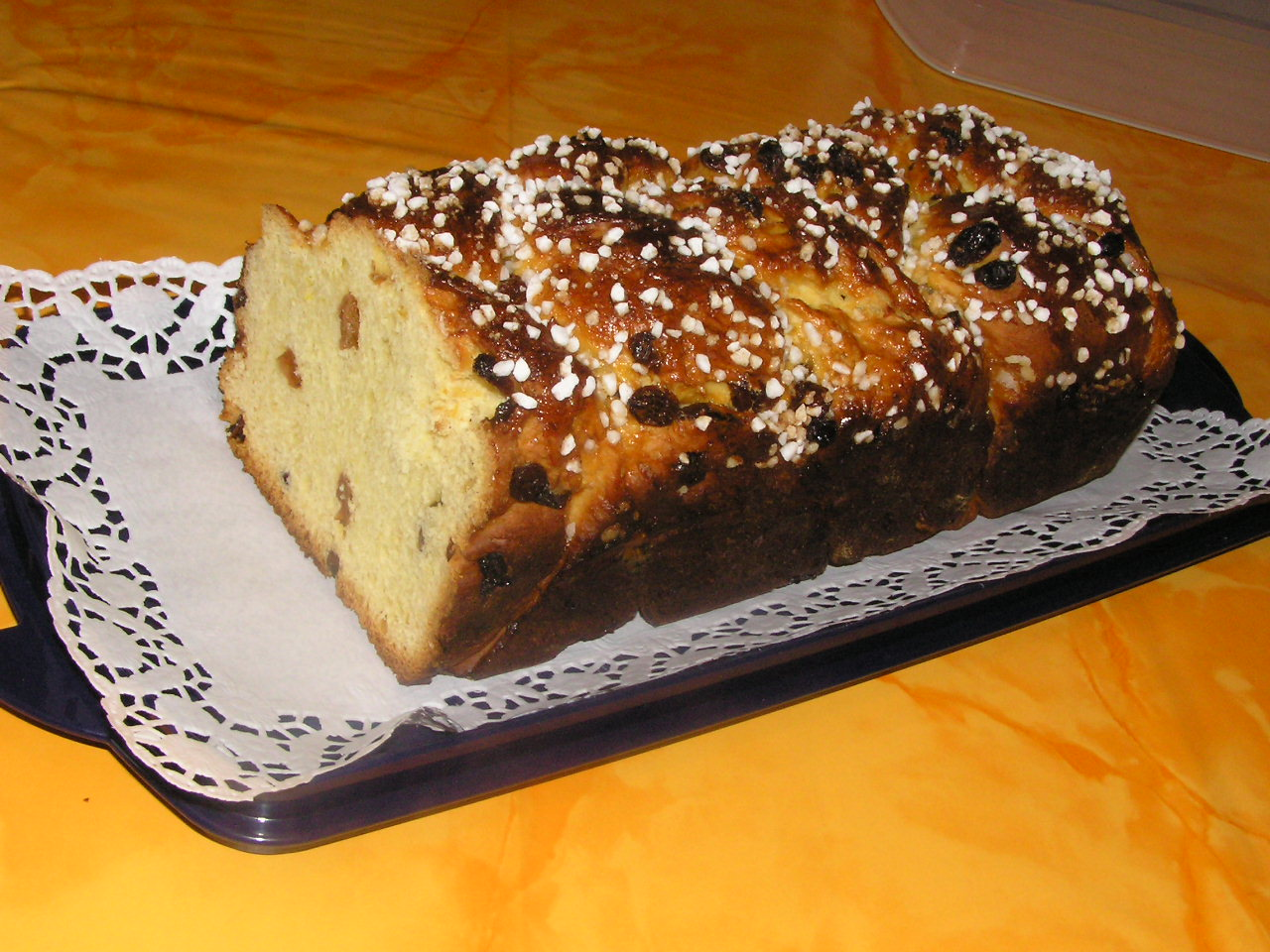
Cozonac cu stafide, împletit

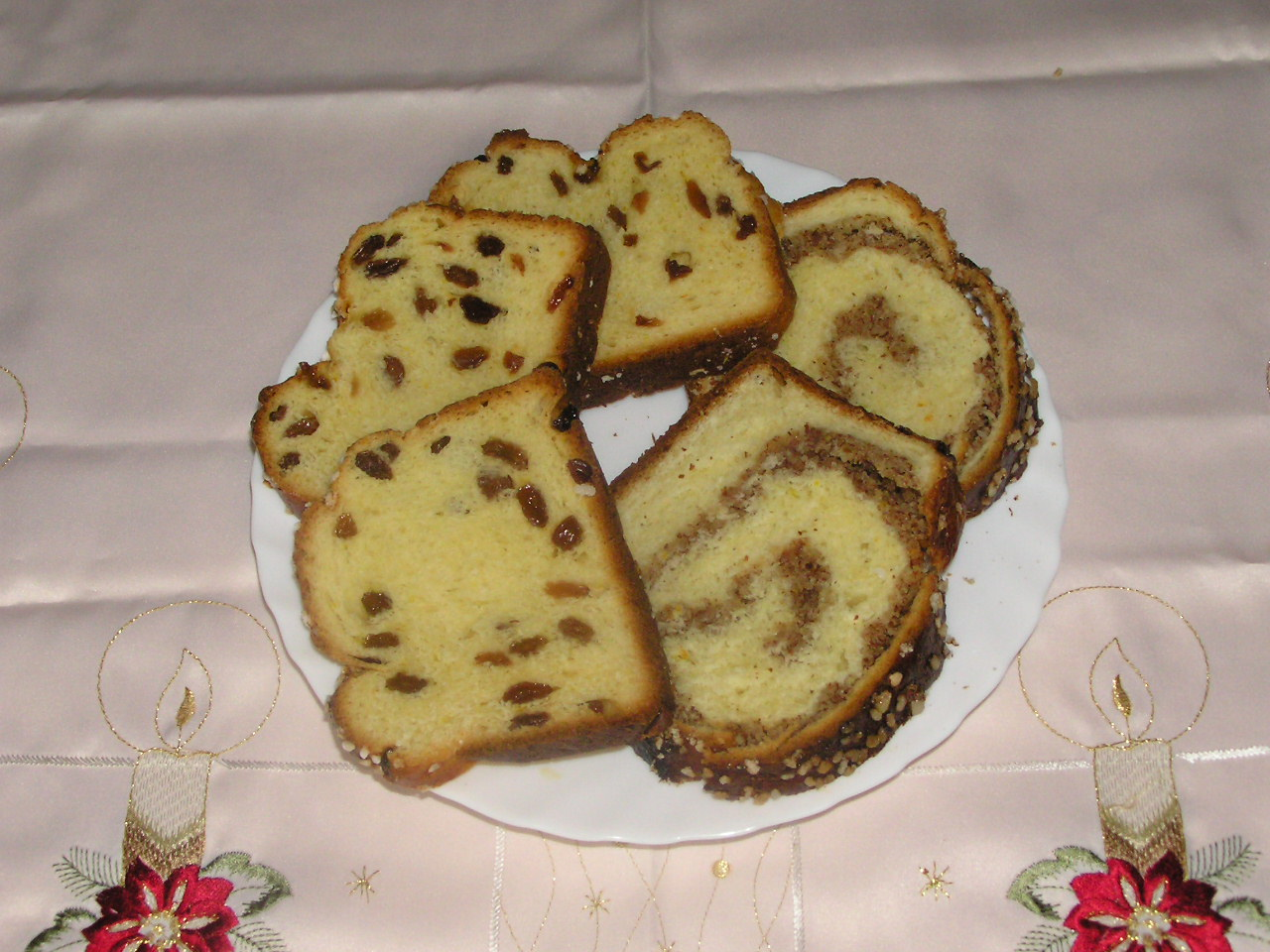
Cozonac cu stafide și unul cu nucă

Aluatul este cam același în toată România. Ingredientele principale fiind făina, laptele, zahărul, ouăle, untul, drojdia, și pentru un gust mai plăcut se adaugă diferite esențe, zahăr vanilat, coji rase de lămâie sau/și portocală. Rețeta de cozonac difera in functie de zona României in care se prepară. În mod tradițional, cozonacii se frământă la mână în covată. 
Din punct de vedere al formei, cozonacii pot fi dreptunghiulari sau rotunzi, simpli sau împletiți. Din punctul de vedere al umpluturii, deosebim cozonaci simpli sau umpluți. 
Umplutura poate conține nucă, alune, mac, stafide, rahat turcesc, fructe zaharate (confiate), brânză dulce (pentru așa numita pască pregătită de obicei de Paști), cacao, marmeladă sau combinații ale acestor ingrediente: nuci și mac, nuci și cacao, nuci și rahat, nuci, stafide și rahat, brânză dulce și stafide, ciocolata etc.  
De regulă, cozonacii împletiți nu au o umplutură propriu-zisă, ci doar bucățele de fructe confiate, nuci, rahat, stafide, înglobate în aluat.
Cozonacii se coc în cuptorul bine încălzit la început la temperatura de cca. 180° C in tăvi dreptunghiulare. După ce au crescut și încep să se rumenească se dă focul mai încet (nu se deschide cuptorul). După ce s-au scos din cuptor se lasa să se racească în tavă la caldură feriți de curent.
Specifici pentru zona Bucovinei sunt cozonacii rotunzi și înalți (numiți babe), neumpluți, a căror compoziție conține până la 20 ouă, unt, coji rase de lămâie sau/și portocală, esență de rom și vanilie și uneori stafide.
Prepararea rețetelor de cozonac și de pască este inclusă în tradiția creștină ca obicei din Săptămâna Mare.
Joia Mare este ziua în care, de regulă, se prepară cele mai importante copturi pascale: pasca, cozonacii cu mac și nucă și babele coapte în forme speciale de ceramică.